# Cecilia Gasdia
Cecilia Gasdia ([tʃeˈtʃiːlja ɡaˈzdiːa]; * 14. August 1960 in Verona) ist eine italienische Opernsängerin. In ihrer Glanzzeit war sie ein dramatischer Koloratursopran, mit einem warmen, leicht herben und dunklen Timbre und einer spektakulären Virtuosität in den Koloraturen.

## Leben
Gasdias Großeltern waren zur Hälfte aus Neapel und zur Hälfte Österreicher. Mit 5 Jahren bekam sie ihren ersten Klavierunterricht. Sie studierte Gesang in Verona und gewann 1981 den ersten Preis beim Maria-Callas-Wettbewerb der RAI. 1981 debütierte sie in Florenz als Giulietta in Bellinis I Capuleti e i Montecchi, 1982 an der Mailänder Scala in der Titelrolle von Lucrezia Borgia (Donizetti) und am Teatro San Carlo in Neapel als Amina in Bellinis Sonnambula. Ihren internationalen Durchbruch hatte sie, als sie mit sensationellem Erfolg an der Mailänder Scala für Montserrat Caballé einsprang, in der Titelrolle der Anna Bolena von Donizetti.
In den 1980er Jahren machte sie ihr Debüt als Violetta in einer neuen Produktion von La traviata am Teatro Comunale in Florenz unter Franco Zeffirelli und Carlos Kleiber; sie erschien u. a. in der Pariser Oper in Rossinis Moïse, Verdis Jérusalem und in La traviata (letztere unter Zubin Mehta). Ihr US-amerikanisches Debüt hatte sie als Gilda in Rigoletto in Philadelphia und New York mit Riccardo Muti, mit dem sie auch Rossinis Stabat Mater beim Edinburgh Festival machte.
Im Laufe der Zeit gastierte sie u. a. an allen großen italienischen Opernhäusern, in der Arena von Verona, beim Rossini Opera Festival Pesaro, an der Pariser Oper, der Wiener Staatsoper, der Metropolitan Opera New York, den Opernhäusern von Chicago, San Francisco, Houston, Zürich, München sowie am Liceu in Barcelona.
Cecilia Gasdia sang mehr als 90 Partien. Besonders bekannt ist sie für ihre virtuosen Interpretationen von 14 Hauptrollen in Opern von Gioachino Rossini (u. a. Armida, Zelmira, Ermione, Mosè in Egitto, Maometto II, Otello, Semiramide, Il barbiere di Siviglia), von denen auch mehrere Studio-Einspielungen und Live-Aufnahmen entstanden, meistens in Kollaboration mit I Solisti Veneti unter Claudio Scimone. Als eine ihrer Paraderollen gilt außerdem die Violetta in Verdis La traviata.
Im Juni 1994 sang Gasdia in einem Konzert zugunsten der Opfer der Tragödie von Ex-Jugoslawien in Mozarts Requiem neben José Carreras und Ruggero Raimondi unter der Leitung von Zubin Mehta. Das Konzert wurde von mehr als 30 Fernsehsendern auf der ganzen Welt übertragen.
Cecilia Gasdia arbeitete im Jahr 2001 bei verschiedenen Gelegenheiten mit Andrea Bocelli zusammen: im Januar in Mascagnis L’amico Fritz am Teatro Filarmonico in Verona, im März–April auf Bocellis Amerika-Tournee mit 8 Konzerten in den USA und Kanada und im Juni 2001 bei einem Galakonzert zur Wiedereröffnung des Schiefen Turms von Pisa.
Zahlreiche ihrer Partien wurden auf Schallplatten festgehalten, und sie erhielt verschiedene Preise und Ehrungen: 2002 den „Premio barocco“ von Gallipoli und 2008 den „Salomone d’Oro“ der Universität Florenz. Sie wurde zur „Personalità Europea 2005“ gekürt und sang 2001 bei der großen Gala zu den Festivitäten zum 200. Geburtstag des Teatro Verdi in Triest. 2003 sang sie auf den Feierlichkeiten zum 25-jährigen Jubiläum des Pontifikats von Johannes Paul II. in Toronto, Straßburg, München, Buenos Aires und Rabat und nahm im gleichen Jahr für EMI die Preghiera per la Pace (Gebet für den Frieden) auf, die der Papst 1991 geschrieben hatte.
Neben ihrer Tätigkeit im Bereich der Klassik hat sie auch neapolitanische Canzonen und lateinamerikanische Lieder aufgenommen (auf der CD Napoli Buenos Aires A/R, 2005) und mit einigen italienischen Popsängern zusammengearbeitet.
Im Mai 2017 kandidierte sie als Unabhängige, jedoch auf der Liste der Partei Fratelli d’Italia, im Rahmen einer Regionalwahl in Verona.
Seit 2018 ist sie Intendantin des Teatro Filarmonico di Verona und der Arena von Verona.